# Nordic Trophy 2006
Nordic Trophy 2006 var den första upplagan av Nordic Trophy. Åtta lag, fyra från Finland, fyra från Sverige deltog. Sju matcher spelades, matcherna spelades i form av en enkelserie. De två bästa lagen kvalificerade sig för final, där Färjestad stod som vinnare efter att ha besegrat Oulun Kärpät.

## Gruppspel
Huvudartikel: Gruppspelet i Nordic Trophy 2006
| Lag             | S | V | ÖV | ÖF | F | GM | IM | MS  | P  |
| --------------- | - | - | -- | -- | - | -- | -- | --- | -- |
| Färjestad       | 7 | 5 | 1  | 0  | 1 | 31 | 21 | +10 | 12 |
| Oulun Kärpät    | 7 | 4 | 1  | 1  | 1 | 32 | 16 | +16 | 11 |
| Djurgården      | 7 | 4 | 1  | 1  | 1 | 27 | 24 | +3  | 11 |
| Linköping       | 7 | 3 | 0  | 1  | 3 | 19 | 20 | −1  | 7  |
| TPS             | 7 | 3 | 0  | 0  | 4 | 24 | 27 | −3  | 6  |
| Tappara         | 7 | 1 | 1  | 2  | 3 | 21 | 24 | −3  | 6  |
| Frölunda        | 7 | 2 | 1  | 0  | 4 | 22 | 30 | −8  | 6  |
| IFK Helsingfors | 7 | 0 | 1  | 1  | 5 | 13 | 27 | −14 | 3  |

## Final
| Lag       | Resultat           | Lag          |
| --------- | ------------------ | ------------ |
| Färjestad | 5–1 (2–0, 1–0 2–1) | Oulun Kärpät |

| Vinnare av Nordic Trophy 2006 |
| ----------------------------- |
| Färjestad Första titeln       |